# 長野日産自動車
長野日産自動車株式会社（ながのにっさんじどうしゃ）は、長野県全域を主な販売エリアとする日産自動車（販売チャネル／レッド&ブルーステージ（旧日産店））の正規ディーラーである。

## 概要
2005年に長野日産自動車と日産サティオ松本を一本化したが、南信地区の販売店はサティオ松本のまま営業を行っている。

## 沿革
- 1928年 - 自転車小売業「倉島商店」創立。
- 1947年 - 長野県自動車配給株式会社が戦時統制解除により解散、当初は「長野日産自動車販売株式会社」として独立分離し、11月に「長野日産自動車株式会社」と改称。
- 1951年 - 本社事務所が中御所に移転。
- 1954年 - 松本支店は新たに「松本日産自動車株式会社」として独立し、テリトリーは長野県の東信・北信地区となる。
- 1966年 - 日産自動車とサニーの長野県総販売店契約を締結。社名を「日産サニー長野販売株式会社」に改称。又、1月に本社新社屋落成(中御所)。
- 1970年 - UD車の販売権を委譲、「日産ディーゼル長野株式会社」発足。
- 1972年 - 日産チェリー松本と完全業務提携。
- 1975年 - 日産チェリー松本の社名を日産チェリー長野に変更し、全県一本化される。
- 1986年 - 「長野ギャラリー」オープン。
- 1987年 - 「日産サニー長野販売株式会社」社長の倉島元男が社長に就任。
- 1988年 - 4月に川合新田に本社事務所を移転。12月に中御所営業所を「ロイヤルホスト」と複合店舗で新築オープン。
- 1989年 - 日産チェリー長野を「長野日産モーター株式会社」に社名変更。日産サニー長野が「日産サニー長野販売株式会社」と「日産サニー松本販売株式会社」に分社。
- 1990年 - 企業理念設定。
- 1992年 - 4月に営業所から店に呼称変更。
- 1993年 - 6月に青木島店が「いせや」(現ベイシア)と共同開設オープン。
- 1998年 - 日産サニー長野販売と長野日産自動車株式会社及び長野日産モーターを一本化し「長野日産自動車株式会社」 に社名を変更。
- 1999年 - 日産サニー松本販売を株式会社日産サティオ松本に社名を変更。取り扱い系列をサニー系からレッドステージとなる。長野日産自動車はレッド&ブルーステージとなり、日産全系列を掌握する。
- 2005年10月 - 長野日産自動車と日産サティオ松本を一本化し、全県において「長野日産自動車株式会社」で統一。同年12月にて経営権をVTホールディングスに売却。

## 長野県内の他日産車販売店
- 松本日産自動車
- 日産プリンス長野販売
- 日産プリンス松本販売

## 事業所

### 長野日産

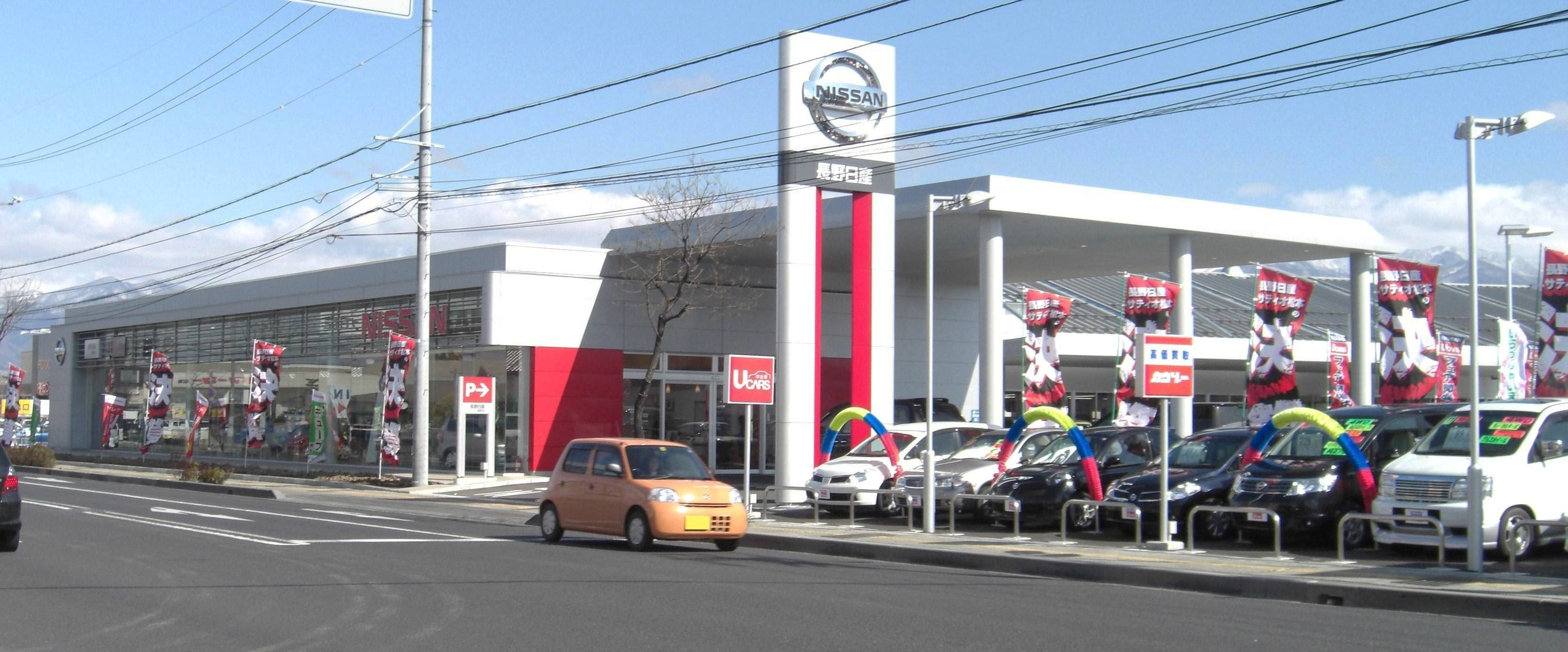
柳原店

- 長野法人営業所 - 長野市大字川合新田3616-1
- 飯山店 - 飯山市大字飯山5267
- 中野店 - 中野市大字江部字田中1305-1
- 須坂店 - 須坂市墨坂南一丁目6番18号
- 柳原店 - 長野市大字小島140
- 東和田店 - 長野市大字東和田889
- 若槻店 - 長野市若槻東条1106-1
- 三輪店 - 長野市三輪九丁目49番40号
- 中御所店 - 長野市中御所町四丁目12番地
- 長野大橋店 - 長野市大字川合新田3616-1
- 青木島店 - 長野市青木島四丁目4番地5
- 篠ノ井店 - 長野市川中島町原424-1
- 千曲店 - 千曲市大字打沢6-1
- 上田原店 - 上田市大字神畑174-1
- 上田店 - 上田市常入一丁目1番63号
- 上田国分店 - 上田市国分一丁目8番2号
- 東御店 - 東御市本海野1785-3
- 小諸店 - 小諸市大字平原字四ツ谷原998-1
- 佐久店 - 佐久市大字中込2472-5
- 南佐久店 - 佐久市臼田1237-5
- Uカーズ青木島 - 長野市青木島町四丁目3番地5
- Uカーズ柳原 - 長野市大字小島140

### サティオ松本
- 大町店 - 大町市大町2888
- 穂高店 - 安曇野市穂高985
- 渚店 - 松本市渚一丁目7番70号
- 松本店 - 松本市村井町北一丁目9番66号
- 塩尻店 - 塩尻市大字広丘高出2179-2
- 木曽店 - 木曽郡木曽町福島2408-1
- 茅野店 - 茅野市中沖1740-3
- 諏訪店 - 諏訪郡下諏訪町4658-2
- 岡谷店 - 岡谷市田中町三丁目6番7号
- 伊那店 - 伊那市御園81-1
- 駒ヶ根店 - 駒ヶ根市赤穂4889-4
- 飯田店 - 飯田市上郷別府3304-1
- 羽場店 - 飯田市羽場坂町2367-18
- Uカーズ松本 - 松本市村井町北一丁目9番66号